# Volkomen mededinging
Volkomen mededinging is in de economie een model van mededinging. Een markt waarop dergelijke mededinging plaatsvindt, is een volkomen of perfecte markt. Dit model is afkomstig uit de algemene evenwichtstheorie van de Franse econoom Léon Walras en is van daaruit een van de standaardmodellen van de (neoklassieke) micro-economie geworden. De precieze definitie verschilt per auteur, maar kenmerken waaraan een perfecte markt moet voldoen omvatten doorgaans de volgende onderdelen:
- veel kleine kopers en verkopers. Elk bedrijf is zo klein dat het niet in staat is de prijs te beïnvloeden door het aanbodvolume aan te passen. Ook zijn er zo veel bedrijven dat het verlaten van de markt door een bedrijf de prijs niet beïnvloedt;
- volledig inwisselbare producten. Voor kopers van deze gestandaardiseerde producten moet alleen de prijs van belang zijn;
- alle bedrijven moeten volledig op de hoogte zijn van de economische en technische informatie die van belang is voor hun besluitvorming;
- kopers zijn rationele actoren die hun eigen nut maximaliseren;
- afwezigheid van externaliteiten, toetredingsbarrières en transactiekosten.

De perfecte markt is een wiskundige idealisering, die in de praktijk niet kan bestaan: echte bedrijven hebben de mogelijkheid om aanbod en prijzen te bepalen door diverse bedrijfsstrategieën, zoals productdifferentiatie. Dit heet in de theorie van perfecte markten de marktmacht van de bedrijven en afwijkingen van het model zijn imperfecte markten of marktfalen. Hoewel perfecte markten het standaardmodel van concurrentie zijn in de mainstream-economie, zijn ze onder heterodoxe economen en zelfs sommige neoklassieke economen sterk omstreden.

## Eigenschappen

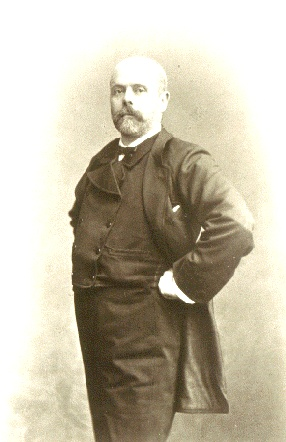
Léon Walras (1813-1910)

Bij een perfecte markt is sprake van een perfecte prijselasticiteit. De winstvoet (het rendement op kapitaal) is voor alle aanbieders op de lange termijn exact hetzelfde. In de neoklassieke theorie worden winsten (in bedrijfseconomische zin) echter voorgesteld als een onderdeel van de kosten, namelijk als opportuniteitskosten, zodat men stelt dat er géén winst wordt behaald. Enkel op de korte termijn is het maken van een hogere winst (surpluswinst) mogelijk, maar deze zal toetreders aantrekken totdat de prijzen gedaald zijn tot een niveau waarop de kosten net gedekt zijn. Het bestaan van winst op de lange termijn wordt dan ook niet verklaard door de theorie van volkomen concurrentie, maar simpelweg aangenomen: iedere investeerder heeft recht op een normale winst op zijn kapitaal.
Een perfecte markt leidt tot een uitkomst die Pareto-efficiënt is; niemand kan erop vooruit gaan zonder dat iemand anders erop achteruit gaat.
Handel op een perfecte markt vindt enkel plaats wanneer de markt in evenwicht is. Problematisch is dat in een perfecte markt, geen van de deelnemers enige invloed heeft op de prijs, die daardoor nooit kan veranderen; hierdoor wordt het evenwicht nooit bereikt. Walras loste dit op door zich voor te stellen dat de economie als geheel in rondes werkt, en dat voor elke ronde een veilingmeester het totaal aan vraag en aanbod inventariseert. De veilingmeester stelt dan de prijzen bij, net zo lang tot een algemeen evenwicht is bereikt. Pas zodra dit proces van aftasten (tâtonnement) afgerond is, mogen productie en uitruil plaatsvinden.

## Geschiedenis
De theorie van volkomen concurrentie werd in de jaren 1870 opgesteld door Walras, een leidende figuur in de opkomende neoklassieke school (toen nog niet zo genoemd). Walras' ideeën maken deel uit van een bredere verandering in de economische theorie die de grensnutaanpak (of marginalisme) heet en die de aandacht van de economische wetenschap verlegde van de analyse van productie naar de analyse van markten.
De snelle populariteit van de perfecte markt en de grensnutaanpak meer in het algemeen kan gezien worden in het licht van de sociale en economische situatie in Europa. Na een periode van relatieve sociale vrede tussen 1848 en 1870, nam de sociale onrust weer toe ten gevolge van een economische crisis die de boeken in zou gaan als de Grote Depressie (1873-1896). Ook was in 1867 het eerste deel verschenen van Karl Marx' economische hoofdwerk Het Kapitaal, dat vanuit de beginselen van de klassieke economie een beeld van de markteconomie als stelsel van uitbuiting schilderde. In deze omstandigheden had de liberale economische wetenschap behoefte aan een nieuwe rechtvaardiging voor de markt, die geleverd werd door Walras' idee van volkomen marktwerking: voortaan konden crises verklaard worden als verstoringen van de volkomen concurrentie, bijvoorbeeld veroorzaakt door de collectieve looneisen van vakbonden.
Vanaf de jaren 1930 werd de theorie controversieel als gevolg van het debat omtrent het socialistisch calculatieprobleem: de vraag of een centraal geleide economie, dan wel een markteconomie het efficiëntst zou zijn. De linkse neoklassieke econoom Abba Lerner wees erop dat Walras zelf socialistische sympathieën had en stelde dat volkomen concurrentie het best begrepen kon worden als een model van marktsocialisme, met het centrale planbureau als Walras' alwetende veilingmeester, niet als model voor een kapitalistische economie.
Hierop kwamen twee antwoorden van pro-markteconomen. Friedrich Hayek en Ludwig von Mises lieten het idee van volkomen concurrentie los en formuleerden een alternatieve theorie, waarin niet volledige informatie maar juist informatievoorsprongen en -achterstanden een cruciaal onderdeel van de concurrentiestrijd vormen, en waarin handel niet hoeft plaats te vinden in een situatie van evenwicht. Hiermee onderscheidde hun Oostenrijkse school zich van de neoklassieke economie.
Het andere antwoord was dat van de neoklassieken, die voortbouwden op Walras' evenwichtstheorie, maar hieruit de veilingmeester verwijderden en in plaats daarvan stelden dat de markteconomie als geheel deze rol zou kunnen vervullen. De standaardversie van de evenwichtstheorie is tegenwoordig de versie van Arrow en Debreu, die beiden de Prijs van de Zweedse Rijksbank voor economie ontvingen voor hun werk op dit terrein.

## Kritieken
Hoewel volkomen markten het standaardmodel van concurrentie vormen in de mainstream-economie, zijn ze onder heterodoxe economen sterk omstreden. Diverse kritieken zijn in de loop der jaren in stelling gebracht tegen de theorie van volkomen markten en volkomen mededinging, waaronder de volgende:
- Volkomen mededinging is onrealistisch. Dit is de gangbare opvatting onder postkeynesianen en (neo-)marxisten, die eerder onvolkomen (vooral monopolistische) concurrentie als basismodel gebruiken. Vaak gaat dit gepaard van de stelling dat volkomen concurrentie een realistische beschrijving van de situatie in de 19e eeuw zou zijn, die voor het 20e- en 21e-eeuwse kapitalisme aangepast moet worden. Zoals Milton Friedman al opmerkte, waren echter ook 19e-eeuwers als Marshall zich er volkomen van bewust dat ze een idealisering hanteerden.[6]
- Volkomen mededinging is de afwezigheid van concurrentie. Deze stelling werd geponeerd door Friedrich Hayek en Frank Knight, die opmerkten dat in een volkomen markt, alle actoren volstrekt passief zijn. Ze zijn de controle over hun eigen prijzen kwijt, terwijl deze op echte markten een voornaam wapen van concurrentie zijn.
- Het prijsmechanisme ontbreekt. Als alle kopers en verkopers prijsnemers zijn, dan komt de prijs uit de markt voort, maar de markt is niet meer dan de vergadering van kopers en verkopers. Walras' veilingmeester lost dit probleem ten dele op, maar op echte markten is geen alwetende, belangeloze veilingmeester aanwezig. De moderne algemene evenwichtstheorie heeft geen mechanisme dat de veilingmeester vervangt; men neemt slechts aan dat er zo'n mechanisme is en dat het dezelfde uitkomst oplevert als de veilingmeester.
- Perfecte informatie is in tegenspraak met rationele verwachtingen. De theorie van volkomen markten wil dat alle aanbieders zo klein zijn dat hun handelen geen effect op de prijs zal hebben: ze denken dat hun aanbodcurve horizontaal is. Maar als alle aanbieders klein zijn én perfecte informatie en rationele verwachtingen bezitten, dan zullen ze inzien dat de andere aanbieders op dezelfde manier op een prijssignaal reageren als zijzelf. De geïnformeerde aanbieder weet dat als zij de productie opvoert, anderen dit voorbeeld volgen, en daarmee weet ze dat de aanbodcurve een dalend verloop heeft.[7]
- Handel vindt alleen plaats in evenwicht. Deze theoretische aanname wordt in de praktijk geïnterpreteerd als de vereiste dat markten op de korte termijn in evenwicht komen, bijvoorbeeld binnen een paar maanden na elke schok, en dan in evenwicht blijven. Een dergelijk evenwicht-als-toestand (in tegenstelling tot een evenwicht als lange-termijngemiddelde) is echter moeilijk te vinden in de beschikbare gegevens over echte markten.